# Scott Bellavance
Scott Bellavance (ur. 7 lipca 1975 w Prince George) – kanadyjski narciarz, specjalista narciarstwa dowolnego. Najlepszy wynik na mistrzostwach świata osiągnął podczas mistrzostw w Deer Valley, gdzie zajął 9. miejsce w jeździe po muldach podwójnych. Zajął także 6. miejsce w jeździe po muldach na igrzyskach olimpijskich w Salt Lake City. Najlepsze wyniki w Pucharze Świata osiągnął w sezonie 2002/2003, kiedy to zajął 10. miejsce w klasyfikacji jazdy po muldach.
W 2003 r. zakończył karierę.

## Osiągnięcia

### Igrzyska olimpijskie
| Miejsce | Dzień     | Rok  | Miejscowość    | Konkurencja      | Zwycięzca     |
| ------- | --------- | ---- | -------------- | ---------------- | ------------- |
| 6.      | 12 lutego | 2002 | Salt Lake City | Jazda po muldach | Janne Lahtela |

### Mistrzostwa świata
| Miejsce | Dzień       | Rok  | Miejscowość | Konkurencja                 | Zwycięzca       |
| ------- | ----------- | ---- | ----------- | --------------------------- | --------------- |
| 33.     | 31 stycznia | 2003 | Deer Valley | Jazda po muldach            | Mikko Ronkainen |
| 9.      | 1 lutego    | 2003 | Deer Valley | Jazda po muldach podwójnych | Jeremy Bloom    |

### Puchar Świata

#### Miejsca w klasyfikacji generalnej
- sezon 1999/2000: 35.
- sezon 2000/2001: 82.
- sezon 2001/2002: 39.
- sezon 2002/2003: 22.

#### Miejsca na podium
1. Tignes – 1 grudnia 2002 (Jazda po muldach) – 2. miejsce
2. Sauze d’Oulx – 7 grudnia 2002 (Jazda po muldach) – 2. miejsce

- W sumie 2 drugie miejsca.